# گبور پولترا

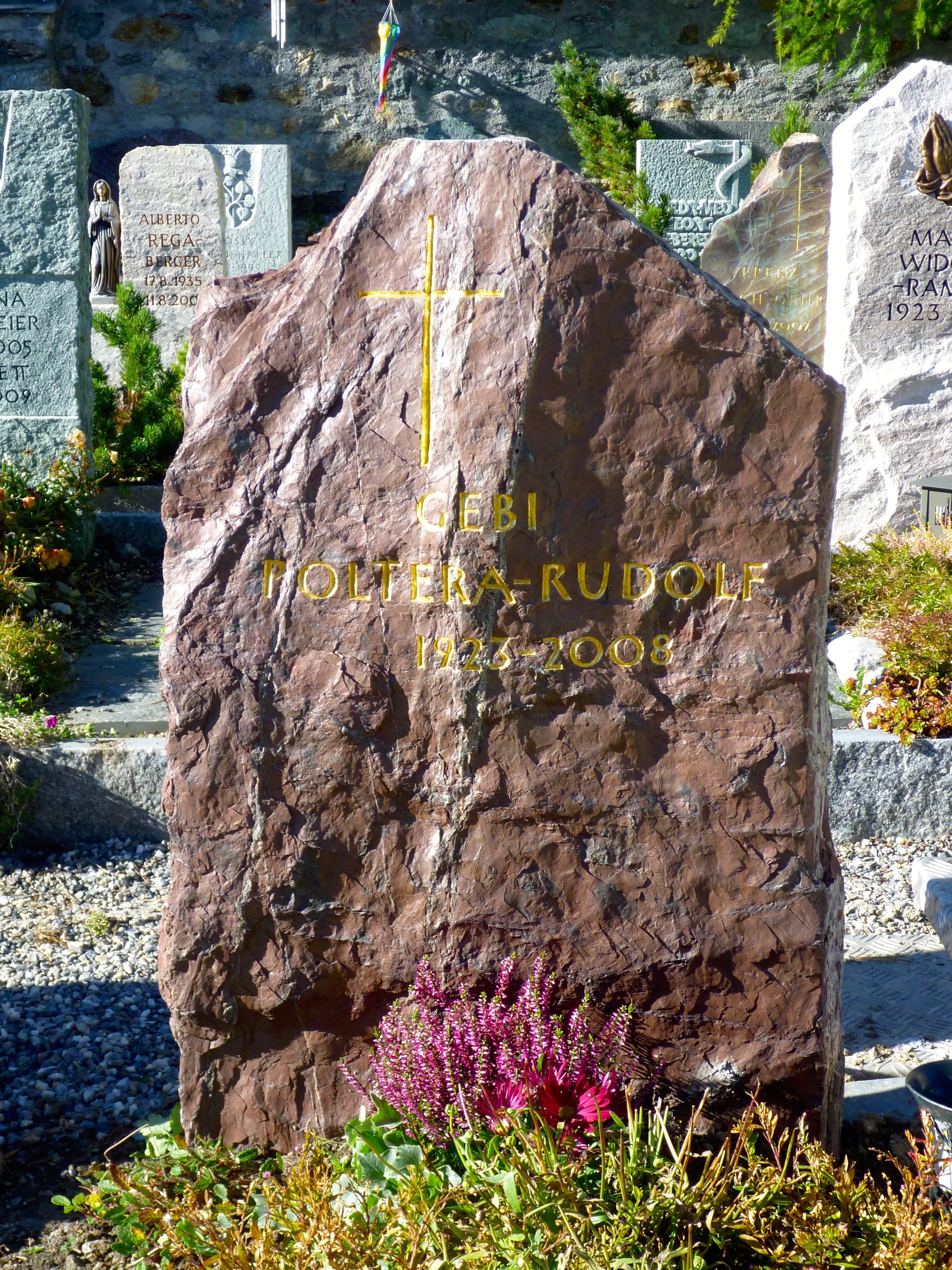
نمایی از سنگ‌قبر گبور پولترا

گبور پولترا (انگلیسی: Gebhard Poltera; ۱۴ نوامبر ۱۹۲۳ – ۱۱ نوامبر ۲۰۰۸) ورزشکار هاکی روی یخ اهل سوئیس بود.
وی در مسابقات کشوری و بین‌المللی در مجموع برندهٔ ۱ مدال برنز شده‌است. وی همچنین از برندگان مدال‌های بازی‌های المپیک زمستانی است.